# Вуд, Гэвин
Доктор Гэвин Джеймс Вуд — английский ученый в области информатики, соучредитель Ethereum и создатель Polkadot и Kusama.

## Ранние годы
Вуд родился в Ланкастере, Англия, Великобритания. Он учился в Королевской грамматической школе Ланкастера и окончил Йоркский университет со степенью магистра инженерных наук в области компьютерных систем и разработки программного обеспечения в 2002 году и защитил докторскую диссертацию по теме «Визуализация на основе контента для облегчения общей навигации по музыкальному аудио» в 2005 году.

## Карьера
До разработки Ethereum Вуд работал научным сотрудником в Microsoft. Он стал соучредителем Ethereum, который он описал как «один компьютер для всей планеты», с Виталиком Бутериным и другими в течение 2013—2014 годов. Вуд предложил и помог разработать Solidity, язык программирования для написания смарт-контрактов и в 2014 году выпустил Жёлтую книгу, определяющую виртуальную машину Ethereum. Вуд покинул Ethereum в 2016 году.
Вуд вместе с Юттой Штайнер, которая ранее работала в Ethereum Foundation, основали компанию Parity Technologies (ранее Ethcore), которая разработала клиент для сети Ethereum и создала программное обеспечение для компаний, использующих технологию блокчейн. Компания выпустила программный клиент Parity Ethereum, написанный на Rust, в начале 2016 года. С 2018 года он является главным операционным директором Parity.
В 2018 году Buzzfeednews сообщал, что Вуд писал в блоге о сексуальном контакте с несовершеннолетней; Вуд утверждал, что это «выдуманная история, призванная вызвать дебаты и разговоры», и позже извинился за свой пост.
Он основал Web3 Foundation, некоммерческую организацию, специализирующуюся на децентрализованной интернет-инфраструктуре и технологиях, начиная с сети Polkadot. По сравнению с алгоритмом консенсуса Proof of Work Ethereum, Polkadot полагается на алгоритм консенсуса Proof of Stake и позволяет разработчикам создавать свои собственные блокчейны, которые могут взаимодействовать с другими реестрами, образуя систему парачейнов. Разработчики могут решить, какие комиссии за транзакции взимать и как быстро подтверждать блоки транзакций в цифровых регистрах. В 2019 году он основал Kusama, раннюю экспериментальную среду разработки для Polkadot.
В октябре 2022 года Гэвин Вуд заявил об уходе с поста генерального директора Parity Technologies Ltd, однако остался акционером и главным архитектором Parity.
Сейчас он выступает в качестве консультанта для основателей новых криптопроектов и проводит лекции для начинающих разработчиков.

## Публикации
- Ethereum: безопасный децентрализованный общий регистр транзакций (Ethereum: A Secure Decentralised Generalised Transaction Ledger)[15]
- Polkadot: видение гетерогенной мультицепной структуры (Polkadot: Vision for a Heterogenous Multi-Chain Framework)[16].